# Ferenc Szálasi
Ferenc Szálasi (ur. 6 stycznia 1897 w Koszycach, zm. 12 marca 1946 w Budapeszcie) – węgierski wojskowy i polityk, przywódca faszystowskiego stronnictwa Strzałokrzyżowców, które przejęło władzę w Królestwie Węgier pod koniec II wojny światowej. Od 16 października 1944 do 7 maja 1945 (faktycznie do 28 marca) premier i Przywódca Narodu (węg. Nemzetvezető).

## Życiorys

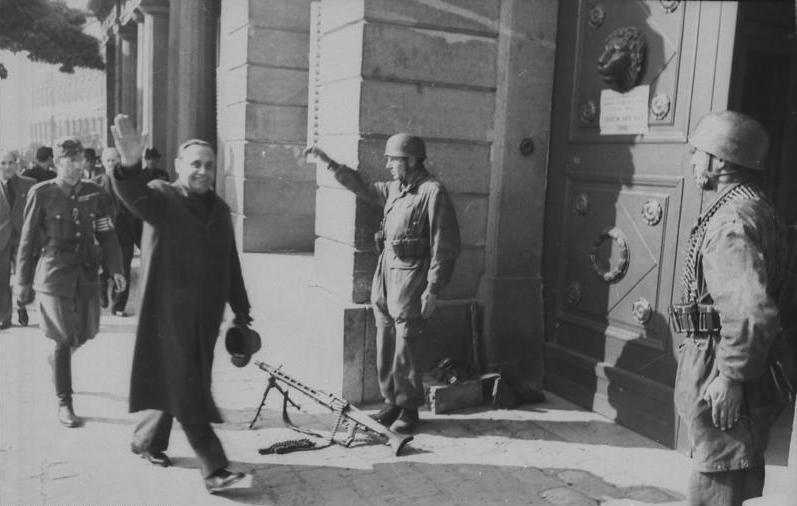
Ferenc Szálasi po przejęciu władzy na Węgrzech

Szálasi, kontynuując tradycje rodzinne, wstąpił do armii. W 1915 ukończył Terezjańską Akademię Wojskową w Wiener Neustadt, w 1925 osiągnął stopień kapitana przy sztabie generalnym. W 1930 wstąpił do tajnej organizacji o podłożu rasistowskim, a w 1935 po opuszczeniu wojska założył Partię Woli Narodowej. Ta inicjatywa polityczna zakończyła się fiaskiem, ponieważ partia poniosła klęskę w wyborach. Mimo tego Szálasi dalej prowadził swoją radykalną działalność opartą na szowinizmie i antysemityzmie, korzystając w późniejszym okresie m.in. ze wsparcia III Rzeszy. Szálasi był wielokrotnie aresztowany przez rząd węgierski. 
Pod koniec wojny, wraz z wkroczeniem Wehrmachtu na teren Węgier 19 marca 1944, a następnie odsunięciem (15 października 1944) od władzy przez Niemców regenta Horthyego (po nieudanych próbach Horthyego zawarcia zawieszenia broni z aliantami zachodnimi), Szálasi został nominalną głową państwa z ramienia partii Strzałokrzyżowców (premierem wykonującym także uprawnienia regenta). Stało się to możliwe dzięki jego całkowitej lojalności wobec III Rzeszy. Będąc u władzy, umożliwił rozpoczęcie na szeroką skalę operacji eliminowania partii lewicowych oraz wznowienie wydawania Żydów Niemcom (Holocaust, zdaniem S. Żerki w 1944 wyrażał sprzeciw wobec wywożenia ludności żydowskiej do obozów). Wobec braku pociągów Żydów wysyłano w marsze śmierci. Szálasi kontynuował walkę u boku Wehrmachtu i Waffen-SS z wojskami rumuńskimi i radzieckimi w trakcie długotrwałych walk o Budapeszt zakończonych zdobyciem miasta przez Armię Czerwoną 13 lutego 1945. 
W obliczu klęski III Rzeszy uciekł do Austrii w kwietniu 1945. Następnie został ujęty na terenie Niemiec przez Amerykanów i wydany Węgrom, gdzie został skazany na śmierć przez Trybunał Ludowy. Wyrok został wykonany 12 marca 1946 w Budapeszcie.